# Otto þáttr keisara
Otto þáttr keisara es una historia corta islandesa (þáttr) que trata sobre la figura del rey Otón II del Sacro Imperio Romano Germánico y los tratados de paz con el rey danés  Harald Blåtand. La historia se conserva en el manuscrito Flateyjarbók como una sección de Óláfs saga Tryggvasonar (pp.107-114). y codificado como GKS 1005 fol. en el      
Instituto Árni Magnússon para los Estudios Islandeses.